# Maladera burmeisteri
Maladera burmeisteri är en skalbaggsart som beskrevs av Brenske 1898. Maladera burmeisteri ingår i släktet Maladera och familjen Melolonthidae. Inga underarter finns listade i Catalogue of Life.